# An Eostig
L’An Eostig est une réplique de chaloupe sardinière de Douarnenez. Elle appartient désormais au Port-musée de Douarnenez.

## Histoire
Dix ans après la construction du Telenn-Mor par l'association Treizour, une autre authentique chaloupe sardinière bretonne est mise à l'eau en 1993. Elle fut construite dans le cadre du concours « Patrimoine des côtes et fleuves de France patronné » par le magazine Chasse-Marée.

Elle prend le nom de An Eostig (« le rossignol » en breton), surnom donné aux chaloupes de Douarnenez, emblématique de l'épopée sardinière des ports de la pointe du Finistère,.
Sa restauration qui fut retardée par manque de bois est faite dans l’optique de la faire naviguer, mais la chaloupe sardinière restera présente à quai au Port-Rhu pour les curieux.